# The Irish in Us
The Irish in Us is een Amerikaanse filmkomedie uit 1935 onder regie van Lloyd Bacon. Destijds werd de film in Nederland uitgebracht onder de titel Wij zijn niet bang.

## Verhaal
Danny O'Hara is een bokspromotor, die door zijn broer Pat wordt aangespoord om een fatsoenlijke baan te zoeken. Hij verdient immers niet genoeg en als zijn broer binnenkort het huis uitgaat, zal hij de volle verantwoordelijkheid hebben over het gezin.

## Rolverdeling
| Acteur               | Personage        |
| -------------------- | ---------------- |
| James Cagney         | Danny O'Hara     |
| Pat O'Brien          | Pat O'Hara       |
| Olivia de Havilland  | Lucille Jackson  |
| Frank McHugh         | Mike O'Hara      |
| Allen Jenkins        | Carbarn          |
| Mary Gordon          | Ma O'Hara        |
| J. Farrell MacDonald | Kapitein Jackson |
| Thomas E. Jackson    | Doc Mullins      |
| Harvey Parry         | Joe Delancy      |